# ماريا خوسيه (ممثلة)
ماريا خوسيه (بالبرتغالية: Maria José‏) (1928 - 2020)، هي ممثلة سينمائية وتلفزيونية برتغالية. توفيت ماريا في العاصمة لشبونة يوم 10 يونيو 2020.

## من أعمالها
1952 - الناصرة (فيلم).
1971 - يا ريكادو (فيلم).
1985 - Só Acontece aos Outros
1993 - Chá Forte com Limão
2003 - بروماس
2007 - Dot.com

## روابط خارجية
- ماريا خوسيه على موقع IMDb (الإنجليزية)
- ماريا خوسيه على موقع قاعدة بيانات الفيلم (الإنجليزية)